# Naulila-Denkmal
Das Naulila-Denkmal (englisch Naulila Memorial) ist ein offizielles Kriegsdenkmal der Republik Namibia. Es liegt in der Gemeinde Outjo und wurde am 4. Juni 1971 als Nationales Denkmal anerkannt.
Das Denkmal gedenkt der 31 beim Kampf um Naulila gefallenen deutschen Soldaten der Schutztruppe in Deutsch-Südwestafrika. Es wurde am 12. Juni 1933 der Öffentlichkeit präsentiert.

## Hintergrund
Kurz nach Ausbruch des Ersten Weltkriegs wurden am 19. Oktober 1914 zwei deutsche Soldaten sowie der Bezirkshauptmann von Outjo, Hans Schultze-Jena, beim portugiesischen Fort Naulila am Kunene in Angola bei Verhandlungen bezüglich eines Nichtangriffspaktes von einer portugiesischen Einheit ermordet.
Als Reaktion wurde Major Victor Franke mit seiner etwa 500 Mann starken Truppe nach Naulila geschickt, das sie am 18. Dezember 1914 angriffen. Trotz der zahlenmäßigen Überlegenheit der Portugiesen wurde das Fort von Franke erobert. Es fielen etwa 160 Portugiesen und 31 Schutztruppler. Frankes Regiment wurde in das „Naulila-Regiment“ umbenannt.